# عقد 850 هـ
عقد 850 هـ هو الفترة بين عام 850 إلى 859 في التقويم الهجري، أي العشر سنوات السادس من القرن التاسع الهجري.